# Tortigonalia hamata
Tortigonalia hamata är en insektsart som beskrevs av Young 1977. Tortigonalia hamata ingår i släktet Tortigonalia och familjen dvärgstritar. Inga underarter finns listade i Catalogue of Life.